# Pingyang
Pingyang (平阳县,  Píngyáng Xiàn) ist ein Kreis der bezirksfreien Stadt Wenzhou in der chinesischen Provinz Zhejiang. Er hat eine Fläche von 960,5 Quadratkilometern und zählt 863.166 Einwohner (Stand: Zensus 2020). Sein Hauptort ist die Großgemeinde Kunyang 昆阳镇.
Die Hünengräber von Süd-Zhejiang (Zhenan shipengmu qun) stehen seit 2001 auf der Liste der Denkmäler der Volksrepublik China (5-161), die traditionellen Gebäude von Shunxi (Shunxi gu jianzhuqun 顺溪古建筑群) stehen seit 2006 (6-564).

## Administrative Gliederung
Auf Gemeindeebene setzt sich der Kreis aus siebzehn Großgemeinden und vierzehn Gemeinden (davon eine Nationalitätengemeinde der She) zusammen. 